# McCarr (Kentucky)
McCarr es un lugar designado por el censo ubicado en el condado de Pike en el estado estadounidense de Kentucky. En el Censo de 2010 tenía una población de 164 habitantes y una densidad poblacional de 258,45 personas por km².

## Datos geográficos
McCarr se encuentra ubicado en las coordenadas 37°37′4″N 82°10′14″O / 37.61778, -82.17056. Según la Oficina del Censo de los Estados Unidos, McCarr tiene una superficie total de 0.63 km², de la cual 0.63 km² corresponden a tierra firme y (0%) 0 km² es agua.

## Datos demográficos
Según el censo de 2010, había 164 personas residiendo en McCarr. La densidad de población era de 258,45 hab./km². De los 164 habitantes, McCarr estaba compuesto por el 100% blancos, el 0% eran afroamericanos, el 0% eran amerindios, el 0% eran asiáticos, el 0% eran isleños del Pacífico, el 0% eran de otras razas y el 0% pertenecían a dos o más razas. Del total de la población el 2.44% eran hispanos o latinos de cualquier raza.